# П'ядики (зупинний пункт)
П'я́дики — пасажирський залізничний зупинний пункт Івано-Франківської дирекції Львівської залізниці розташований на одноколійній неелектрифікованій лінії Хриплин — Коломия.
Розташований у селі П'ядики Коломийського району Івано-Франківської області між станціями Годи-Турка (4,5 км) та Коломия (2,5 км).
На зупинному пункті зупиняються приміські поїзди.